# Habromys
Habromys ist eine in Mittelamerika lebende Nagetiergattung aus der Gruppe der Neuweltmäuse. Sie ist eng mit den Weißfußmäusen (Peromyscus) verwandt und umfasst sechs Arten.

## Merkmale
Das Fell dieser Tiere ist an der Oberseite graubraun bis schwarzbraun gefärbt, der Bauch und die Füße sind weiß. Sie erreichen eine Kopfrumpflänge von 8 bis 14 Zentimeter und eine Schwanzlänge von 9 bis 15 Zentimetern. Von den Weißfußmäusen unterscheidet sich diese Gattung durch den kürzeren Penisknochen und andere Details im Reproduktionstrakt.
Die Tiere dieser Gattung leben vorwiegend im südlichen Mexiko, nur eine Art, H. lophurus ist bis El Salvador verbreitet. Ihr Lebensraum sind Wälder in mittleren bis höheren Lagen.

## Lebensweise
Über die Lebensweise dieser Tiere weiß man kaum etwas. Viele Arten sind nur von einem kleinen Gebiet her bekannt und gelten als selten.

## Taxonomie
Die Gattung Habromys wird als eigenständige Gattung der Wühler (Cricetidae) anerkannt, wo sie in die Tribus Reithrodontomyini innerhalb der Unterfamilie Neotominae eigordnet wird. Die wissenschaftliche Erstbeschreibung stammt von den beiden Zoologen Emmet T. Hooper und Guy Musser, die sie 1964 von den Weißfußmäusen (Peromyscus) abgrenzten.
Sieben Arten werden unterschieden:
- Die Chinanteco-Hirschmaus (Habromys chinanteco) lebt im Norden des Bundesstaates Oaxaca.
- Die Zierliche Hirschmaus (Habromys delicatulus) wurde erst 2002 erstbeschrieben. Sie ist nur aus einem kleinen Gebiet im Bundesstaat México bekannt.
- Die Ixtlan-Hirschmaus (Habromys ixtlani) kommt im nordwestlichen Oaxaca vor und gilt erst seit 2002 als eigenständige Art.
- Die Zempoaltepec-Hirschmaus (Habromys lepturus) ist ebenfalls nur im nördlichen Oaxaca beheimatet.
- Die Kammschwanz-Hirschmaus (Habromys lophurus) ist vom südöstlichen Mexiko bis nach El Salvador verbreitet.
- Die Schmidly-Hirschmaus (Habromys schmidlyi) aus dem zentralen Mexiko wurde 2002 erstmalig beschrieben.
- Die Jico-Hirschmaus (Habromys simulatus) ist im östlichen Mexiko von Veracruz (Bundesstaat) bis Oaxaca verbreitet. Der Gesamtbestand dieser Art wird auf weniger als 2500 Tiere geschätzt, die IUCN listet die Art als stark gefährdet (endangered).

## Belege
1. ↑  Emmet T. Hooper, Guy Musser: Notes on classification of the rodent genus Peromyscus. Occasional Papers Museum of Zoology, University of Michigan 635: S. 1–13.